# Modèle-vue-présentation

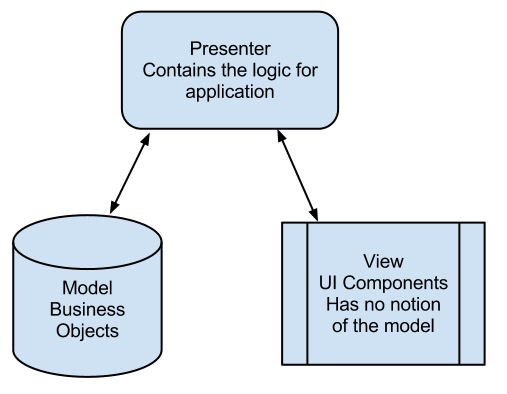
Modèle-vue-présentation

Le modèle-vue-présentation (en abrégé MVP, de l'anglais model-view-presenter) est un patron d'architecture, considéré comme un dérivé du patron d'architecture modèle-vue-contrôleur.
Il garde les mêmes principes que MVC sauf qu'il élimine l'interaction entre la vue et le modèle parce qu'elle sera effectuée par le biais de la présentation, qui organise les données à afficher dans la vue.